# François-Xavier Fabre

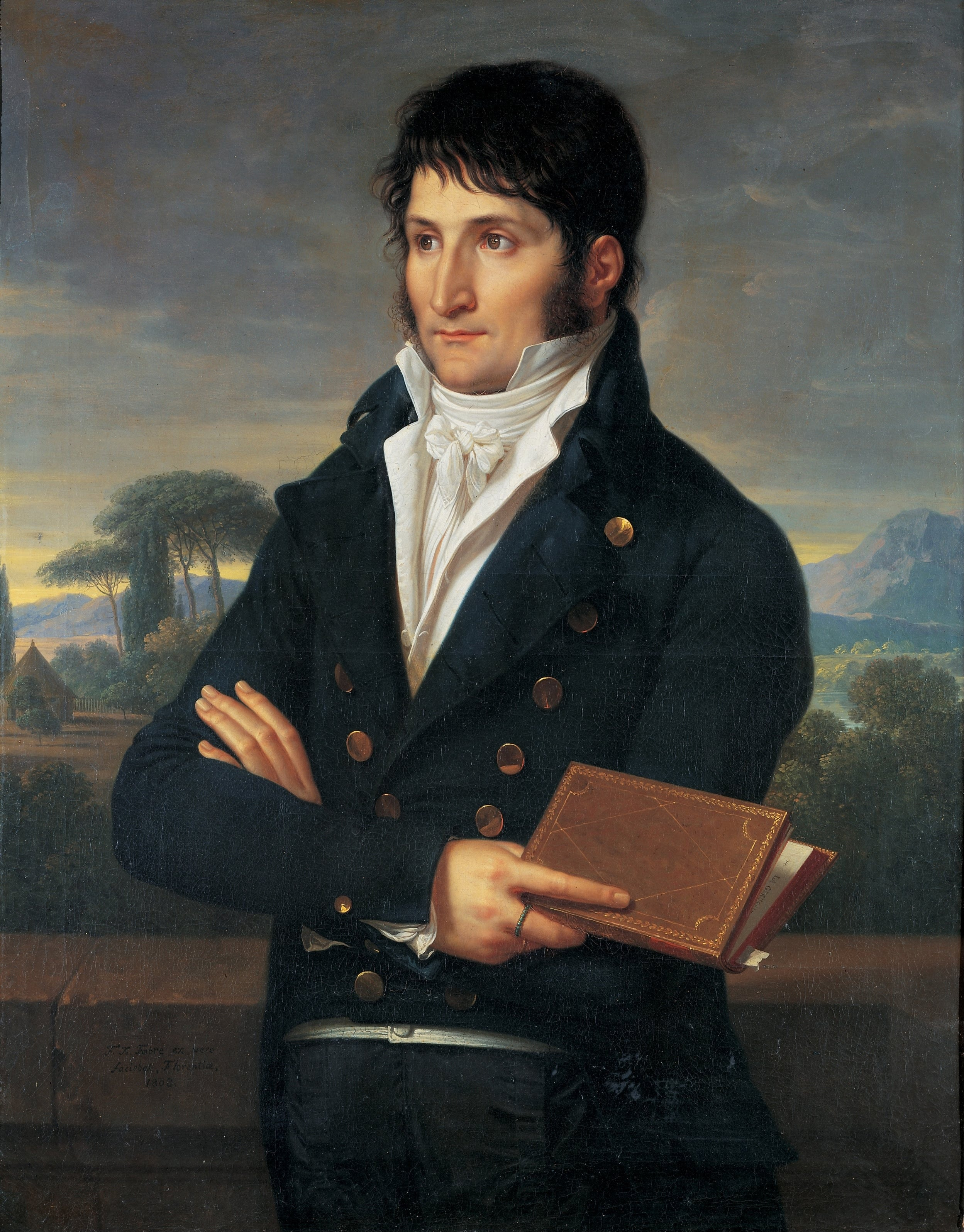
François-Xavier Fabre, porträtt av Lucien Bonaparte.

François-Xavier Pascal Fabre, född 1 april 1766, död 16 mars 1837, var en fransk konstnär.
Fabre tillhörde den klassicistiska riktningen och utförde åtskilliga porträtt samt historie- och landskapsmålningar. Till sin fädernestad Montpellier skänkte han sina rika konstsamlingar, som utgör grunden till det av honom 1828 grundade Musée Fabre.